# Akt (Kunst)

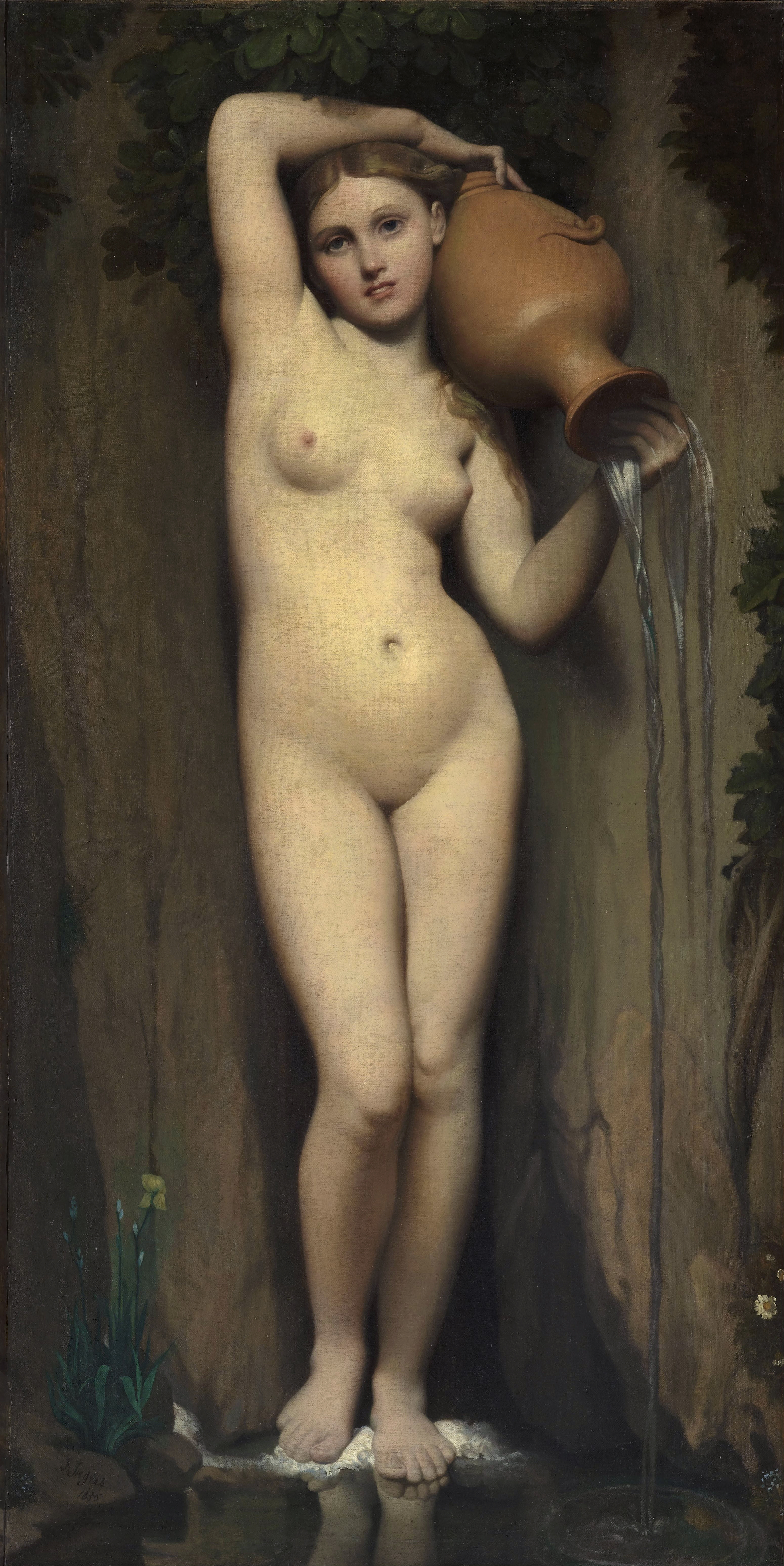
Jean-Auguste-Dominique Ingres: La source (Die Quelle) (1820–1856)

Ein Akt ist in der Kunst die Abbildung des nackten menschlichen Körpers. Aktkunst umfasst Zeichnungen (Aktzeichnen), Malerei (Aktmalerei), Grafik, Skulptur und Fotografie (Aktfotografie).
Der Begriff Akt kam als Schul-Terminus der Porträt- und Genremalerei im 19. Jahrhundert auf und bezeichnete ursprünglich eine graphische Studie vom menschlichen Körper (Aktstudie). Heute bezieht er sich auf alle Darstellungen unbekleideter menschlicher Körper, angefangen von der Frühzeit bis in die zeitgenössische Kunst aber auch die Genres der Erotik und Pornografie.

## Der BegriffAkt

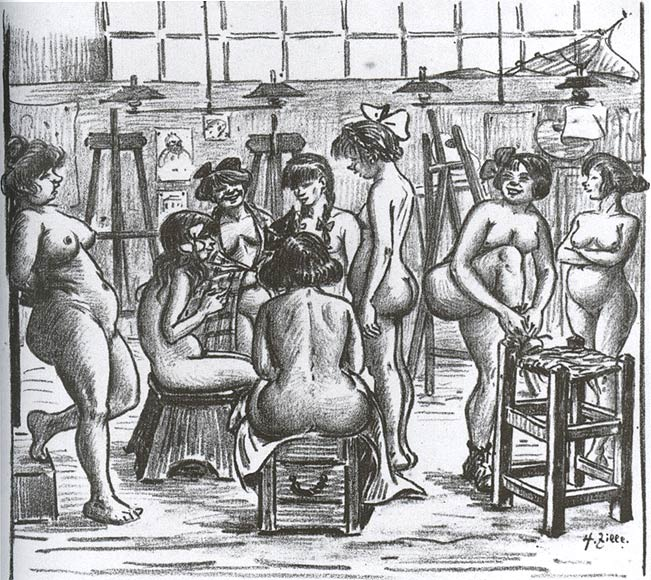
Heinrich Zille: Modellpause.
Dazu die Notiz: Bei die Maler’s müßt Ihr erst lern versteh’n wat se sag’n. Woll’n se een nackt – dann sag’n se: „Act“, mal’n se die Brüste – dann sagen se: „Büste“ – und woll'’n se den Rücken wo er hübsch is, dann sagen se „Kiste“. (Simplicissimus, um 1925)

Der Begriff Akt leitet sich von dem lateinischen actus „Handlung“ ab. Das lateinische Substantiv ist ein Partizip von agere „in Bewegung setzen“ und bedeutet daher auch „Bewegung“. Ursprünglich ist mit Akt also eine Bewegung des menschlichen Körpers gemeint. In der bildenden Kunst begriff man darunter eine Haltungs- und Bewegungsstudie des Künstlers am nackten oder bekleideten Modell zum Studium der Anatomie, der Proportionen und vor allem als Schulung des schnellen Erfassens und schnellen Festhaltens des Gesehenen im Gegensatz zur Studie (der Hell-Dunkel-Effekte und plastischen Schattierungen) am toten Objekt, für die unendlich Zeit ist. In der akademischen Malerei des 19. Jahrhunderts wurde der Begriff auch verstanden als Abbildung einer Gebärde oder Haltung bzw. der entsprechenden Positur des Modells beim Übergang von einer Bewegung zur nächsten.
Seit der Renaissance war der Akt eine in Künstlerateliers und Akademien übliche, meist zeichnerische Werkvorbereitung. Da der nackte menschliche Körper im Zentrum dieser Studien steht, erfuhr der Begriff Akt im Lauf der Zeit eine Sinnerweiterung. Heute bezeichnet man damit jede Darstellung des nackten menschlichen Körpers.
Um die Körperlichkeit des Menschen in der Darstellung hervorzuheben, wurden die Modelle dabei nackt gemalt. Zur Ermöglichung der genauen Wiedergabe (beispielsweise der Körperproportionen und des Muskelspiels) musste das Modell während des gesamten Malvorgangs unbeweglich in ein und derselben Position verharren, wobei häufig Stützstangen und Hängekonstruktionen zur besseren Fixierung der jeweiligen Körperhaltung dienten. Später entwickelte man das so genannte Croquis-Verfahren, bei dem man zunächst lediglich skizzenhafte Entwürfe des Aktes zeichnete, sodass das Modell nicht mehr länger als eine halbe Stunde in einer Position ausharren musste. Bei Auguste Rodin schließlich wurde das Modell sogar in die künstlerische Gestaltung mit eingebunden, indem es seine Stellungen selbst mitbestimmen konnte. Erst danach wurde der Begriff Akt auf jede Form der nicht-pornographischen, künstlerischen Darstellung eines unbekleideten menschlichen Körpers übertragen.
In der französischen Sprache hat sich zudem der Begriff Académie als Bezeichnung für eine Aktstudie oder -zeichnung etabliert. Er stammt ursprünglich vom Italienischen accademia für eine Gesellschaft und Hochschule, die sich mit der Malerei befasste und dabei besonderen Wert auf die akademische Körpermalerei legte. Die erste Akademie dieser Art, die Accademia delle Arti del Disegno, wurde 1563 in Florenz auf Anraten von Giorgio Vasari gegründet und konzentrierte sich, ganz im Sinne der Studien Leonardo da Vincis, auf die künstlerische Erforschung von Perspektiven und Proportionen des Körpers. Weitere Kunstakademien wurden in Rom (Accademia di San Luca, 1577) und Bologna (Accademia degli Incamminati, 1583) gegründet. In Paris folgte 1648 die Gründung der Académie royale de peinture et de sculpture mit dem alleinigen Recht auf eine Ausbildung mit lebenden Modellen in Frankreich.

## Geschichte des Aktes in der Kunst

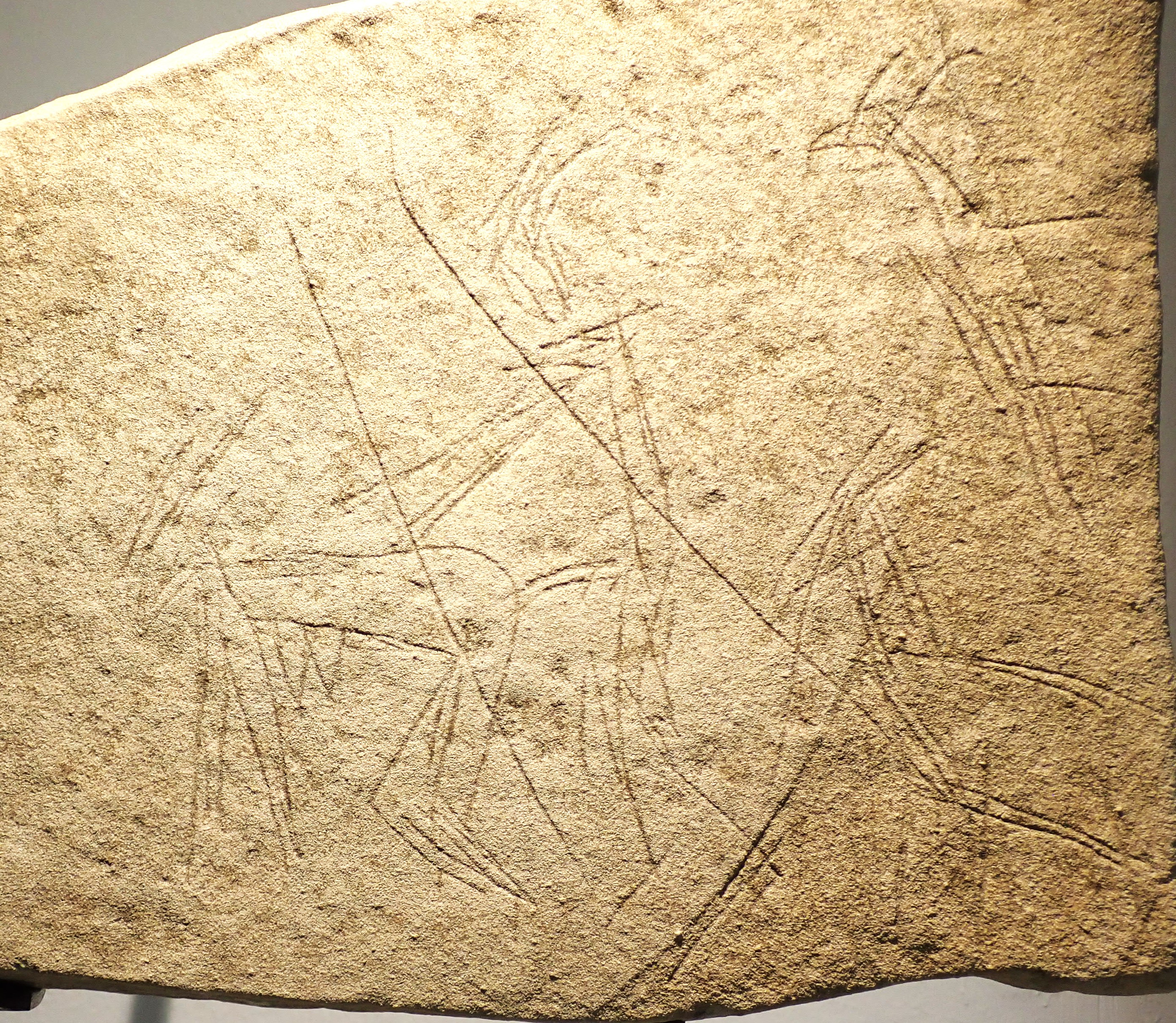
Akt, Gravur auf Stein, 3. bis 2. Jahrtausend v. Chr., Museum von Sóller (Mallorca)

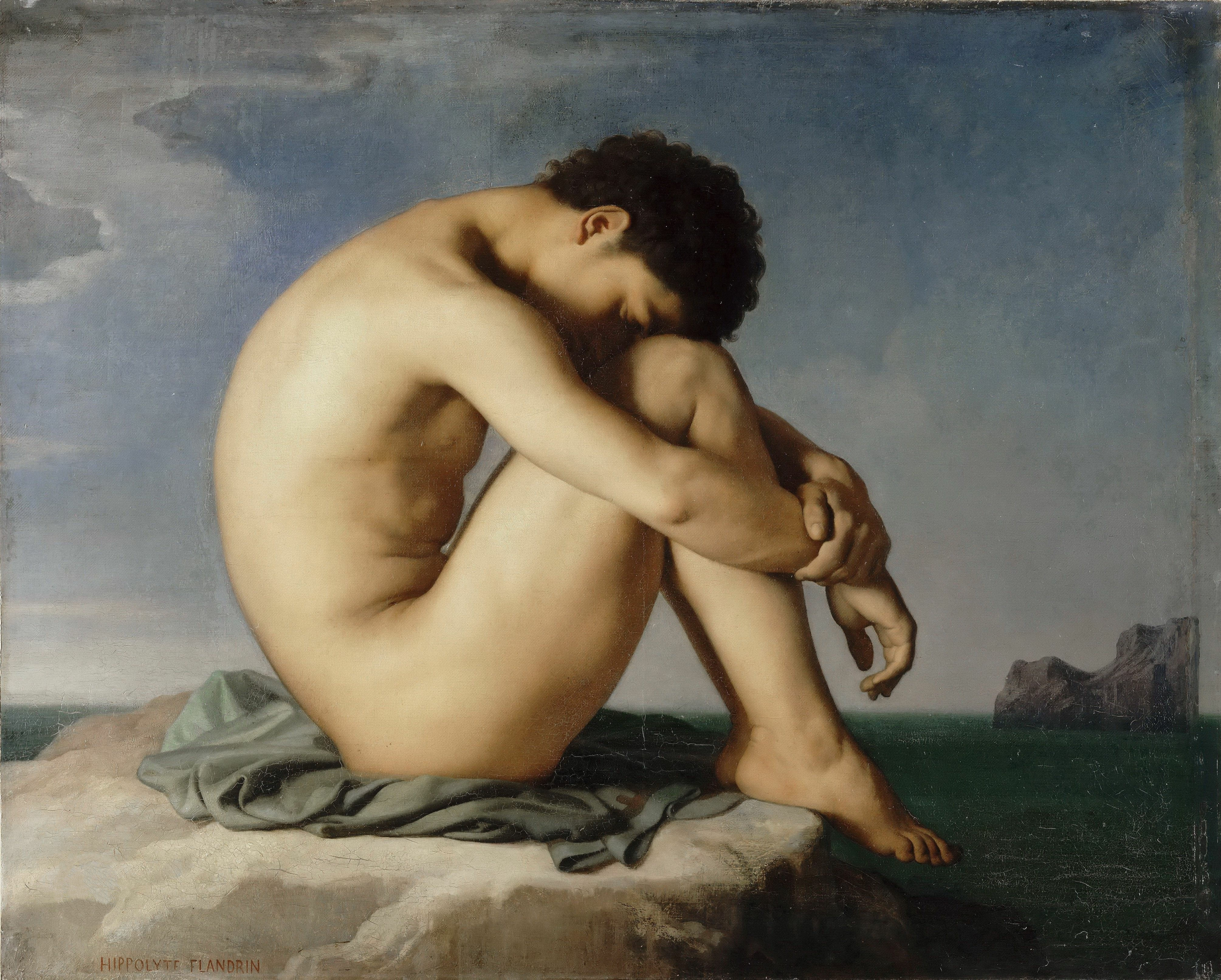
Hippolyte Flandrin: Jüngling am Meeresufer (1837)

In der Geschichte der Kunst ist der Akt eines der ältesten und vielfältigsten Genres. In der Frühgeschichte diente er fast ausschließlich zu Kultzwecken. Erst die Griechen erhoben ihn zum eigenständigen Kunstgegenstand, wobei die Form der Darstellung verschiedene Intentionen haben konnte.
Zweifellos hat man auch im Mittelalter gelegentlich nach einem Aktmodell gearbeitet, regelmäßig aber erst ab dem 15. Jahrhundert. In dieser Zeit wurden auch für den weiblichen Akt in der Regel männliche Modelle benutzt. Ausnahmen kamen aber vor, wie die Eva des Genter Altars von Jan van Eyck beweist. Auch in der Renaissance waren Aktdarstellungen in fertigen Kunstwerken zuerst nur bei religiösen Motive, später auch bei solchen aus der antiken Mythologie (z. B. beim Parisurteil) zugelassen, und zwar nur dann, wenn die Darstellungen die Nacktheit wirklich erforderten. Ein berühmtes Beispiel für Ersteres ist Die Erschaffung Adams von Michelangelo in der Sixtinischen Kapelle. Außerdem wurden – wie man bei den letzten Restaurierungen an Fresken beobachten konnte – die ursprünglichen Arbeiten später nicht selten retuschiert, um eine allzu detaillierte Sicht des nackten Körpers zu verdecken. Leonardo da Vinci und Albrecht Dürer erhoben Aktteilstudien (z. B. Hände) zu eigenständigen Kunstwerken. Im 16. Jahrhundert wurden auch weibliche Aktmodelle allgemeiner üblich, so gilt Bellinis Junge Frau bei der Toilette (1515) als erster venezianischer weiblicher Akt ohne biblische, mythologische oder moralische Bezüge.
Im 19. Jahrhundert wurde die Aktdarstellung von der Einschränkung auf religiöse, mythologische oder historische Motive generell befreit. Dies bestätigen beispielsweise die Werke der französischen Impressionisten, wie Renoir, Manet und Degas, die Menschen in ganz normalen Situationen (oft in der freien Natur) zeigen, sich dabei auf deren körpersprachliche Details konzentrieren, um mit ihnen auch die innere Welt des Individuums, seine Träume, Ängste und Hoffnungen auszudrücken. Zum Höhepunkt geführt wurde die Aktdarstellung als Ausdruck innerer Stimmungen und Gefühle dann im Expressionismus und seinen künstlerischen Weiterentwicklungen im 20. Jahrhundert.
Nicht vergessen werden darf, dass Aktdarstellungen auch dem allgemeinen Voyeurismus dienlich waren und Vorläufer der heutigen Erotikmagazine waren (siehe Peter Fendi) und beim Broterwerb (oder zur Finanzierung der Malmittel) durch Verkauf von Bildern Nacktdarstellungen wohl auch verkaufsfördernd oder preissteigernd waren. 
Die Aktmalerei provozierte Skandale. So schildert Rudolf Schlichter die Zustände in der Meisterklasse an der Kunstakademie Karlsruhe vor dem Ersten Weltkrieg so, dass „jeder Ausschweifung Tor und Tür geöffnet (war)“ und das Chaiselongue zum wichtigsten Gegenstand einer Meisteratelier-Einrichtung wurde. Ein Mitglied des damaligen Professorenkollegiums („eine der geachtetsten Persönlichkeiten der deutschen Kunst“), habe einen der Mitstudenten Schlichters beiseite genommen und ihn lächelnd gefragt „ob er vor oder nach der Sitzung drübergehe…“ und als jener verlegen schwieg, meinte er: „Ich rate Ihnen … mache se das vorher ab, Sie könne dann ruhiger schaffe, die Spannung ist weg!“ Solcherlei „Ausschreitungen“ seien an der Hochschule stillschweigend toleriert worden und der Zynismus, „mit dem man diese heiklen Dinge behandelte“, sei allgemein gewesen.
Der Akt hat bis heute nicht an Brisanz und Aktualität verloren und auf Künstler aller Gattungen stets eine große Anziehungskraft ausgeübt. Immer wieder gelingt es Kunstschaffenden, den menschlichen Körper in neuer Sichtweise darzustellen. Bis heute loten Kunstschaffende die Grenzen des moralisch und ästhetisch Erlaubten aus und schaffen Kunstwerke, die anfänglich nicht selten auf Ablehnung stoßen.
Auch die Kunstwerke vergangener Zeiten, die schon längst vom breiten Publikum als stilbildend geschätzt werden, unterliegen nach wie vor einer moralisch, religiös oder kulturell geprägten Anschauung, die in Einzelfällen zu aufsehenerregenden Konflikten führt. So führte der Streit um eine Darstellung von Michelangelos David zur Kündigung einer Schulleiterin in Florida, und in den Sozialen Netzwerken sorgen die Tücken der automatisierten Blockierung pornografischer Inhalte immer wieder dafür, dass auch Bilder anerkannter Kunstwerke zurückgewiesen werden.

## Selbstbildnis als Akt
Während männliche Künstler – darunter schon Albrecht Dürer – nicht zögerten (mit der zunehmenden Verwendung und Leistbarkeit von größeren Spiegeln, siehe dazu Geschichte der Spiegelherstellung) auch ihren eigenen Körper als Aktmodell zu wählen, war Paula Modersohn-Becker zu Beginn des 20. Jahrhunderts die erste Malerin, die Selbstbildnis und Akt miteinander zu verbinden wagte. Ihr Selbstbildnis am 6. Hochzeitstag (1906) ging als erster weiblicher Selbstakt in die Kunstgeschichte ein.

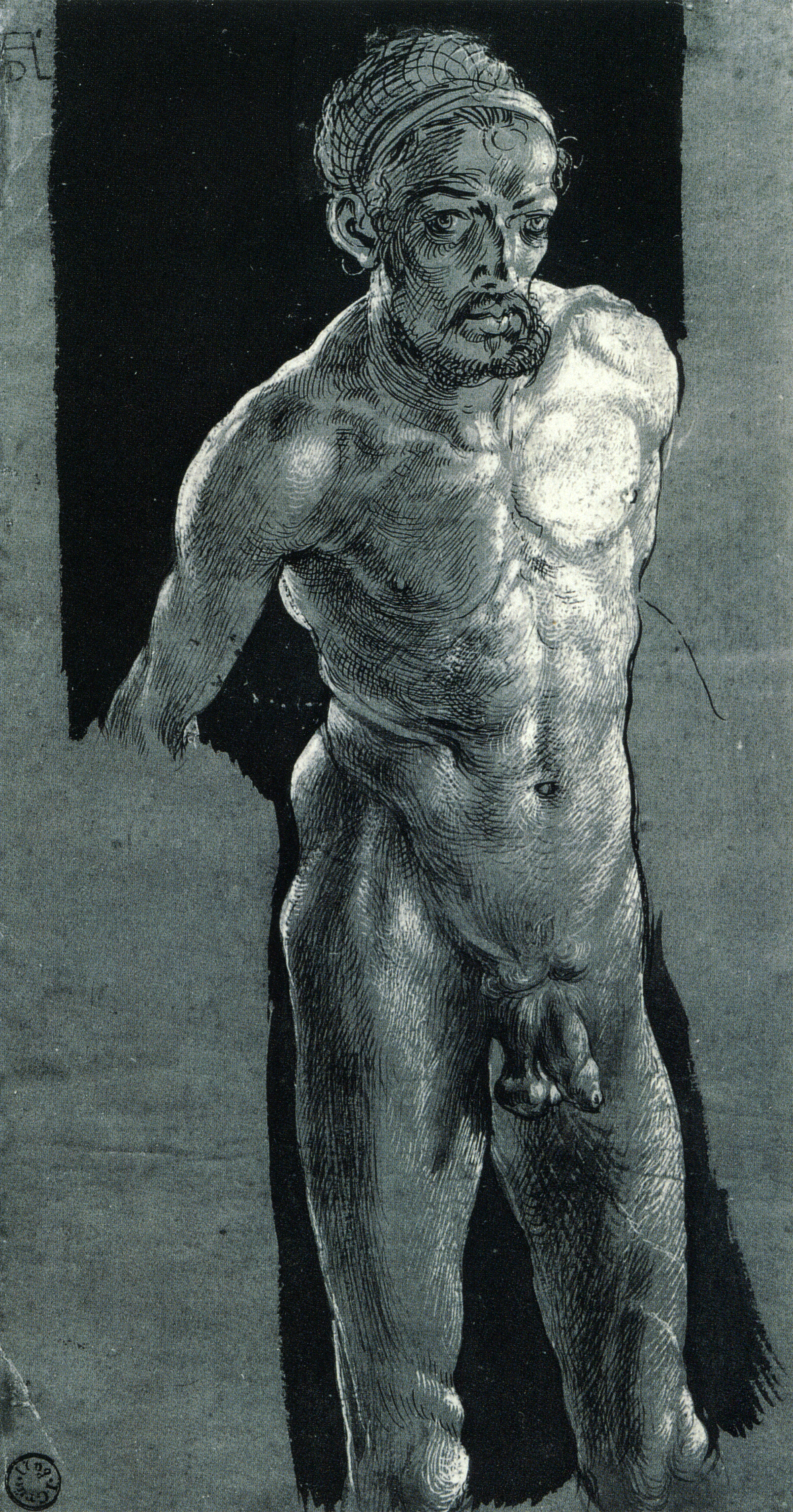
Aktselbstbildnis von Albrecht Dürer (um 1504)
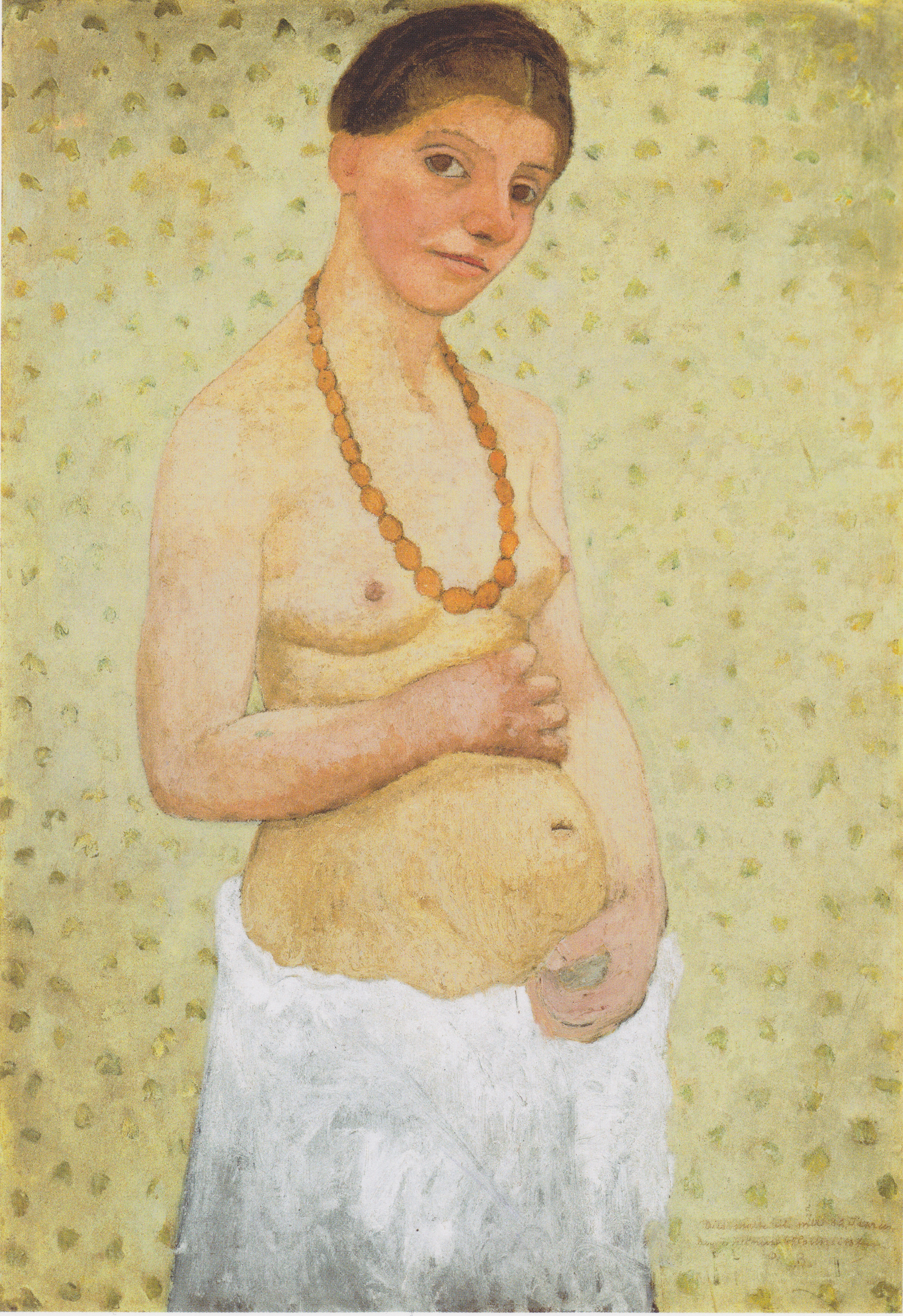
Paula Modersohn-Becker: Selbstbildnis am 6. Hochzeitstag (1906)
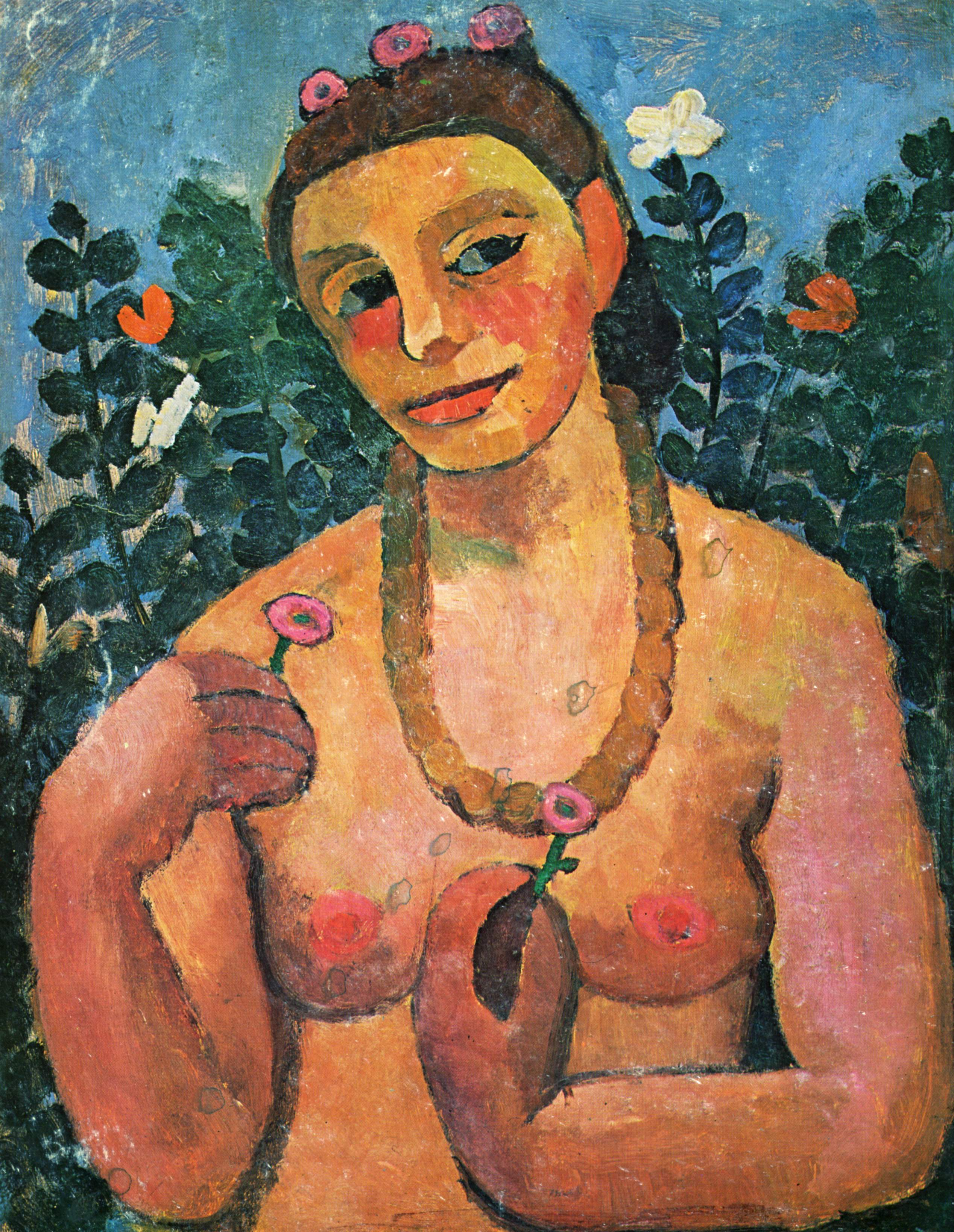
Paula Modersohn-Becker: Aktselbstbildnis (1906)

## Berühmte Akt-Künstler

### Bildhauer

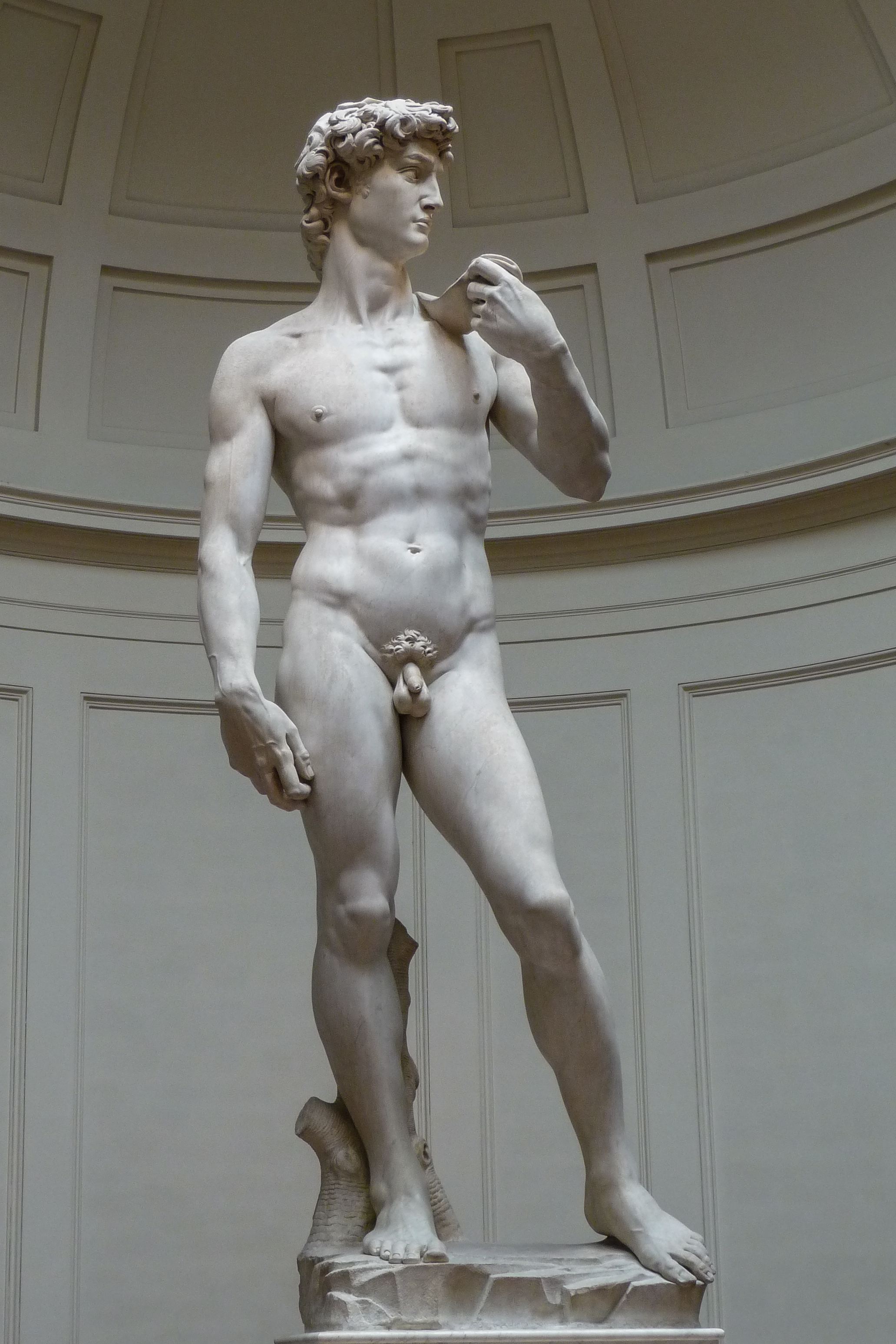
Michelangelo: David (in der Galleria dell' Accademia, Florenz), zw. 1501 und 1504

- Michelangelo Buonarroti
- Camille Claudel
- Per Hasselberg
- Aristide Maillol
- Auguste Rodin

### Maler

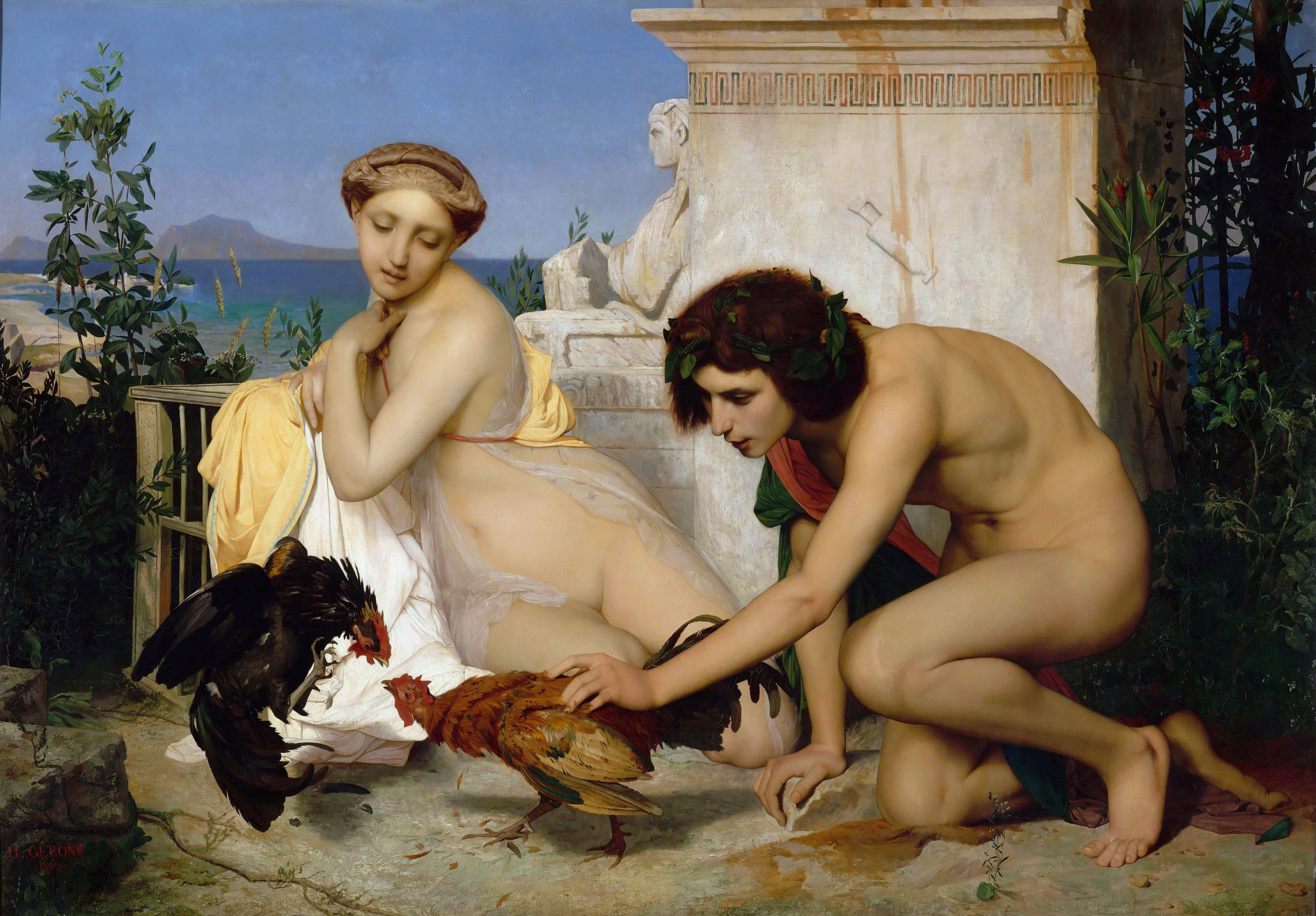
Jean-Léon Gérôme: Hahnenkampf, 1846

- Michelangelo Buonarroti
- William Adolphe Bouguereau
- Lucas Cranach der Ältere
- Albrecht Dürer
- Lucian Freud
- Jean-Léon Gérôme
- Francisco de Goya
- Gustav Klimt
- Édouard Manet
- Henri Matisse
- Amedeo Modigliani
- Pablo Picasso
- Pierre-Auguste Renoir
- Peter Paul Rubens
- Egon Schiele
- Julio Romero de Torres
- Ernst Ludwig Kirchner
- Otto Mueller

### Fotografen

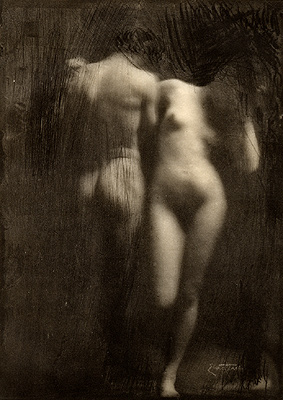
Frank Eugene: Adam und Eva, 1898

- Anne Brigman
- Frank Eugene
- Robert Mapplethorpe
- Helmut Newton
- Man Ray
- Klaus Ender